# C. Aubrey Smith
Sir Charles Aubrey Smith CBE (21 de julho de 1863 - 21 de dezembro de 1948) foi um ator e jogador de críquete inglês. Em Hollywood, ele organizou atores ingleses em um time de críquete, jogando jogos formais que muito intrigavam os espectadores locais.

## Primeiros anos
Smith nasceu em Londres, Inglaterra e foi educado no Charterhouse School e no Saint John's College, Cambridge. Mudou-se para a África do Sul para buscar ouro entre 1888 e 1889. Quando estava ali contraiu pneumonia e os médicos o declararam morto erroneamente. Casou-se com Isabella Wood em 1896.

## Trajetória como jogador de críquete
Smith jogou críquete para as Universidades de Cambridge e Sussex em diversas ocasiões entre 1882 e 1892, sendo capitão da vitoriosa seleção inglesa em Port Elizabeth em 1888-1889, tomando cinco wickets por 19 corridas nos primeiros turnos. Em 1932 fundou o Clube de Críquete de Hollywood e criou um terreno de jogo com grama inglesa importada, onde destacados artistas britânicos residentes nos Estados Unidos se somaram à prática (David Niven, Lawrence Olivier e Boris Karloff entre outros).

## Carreira como ator
Smith começou a atuar nos cenários londrinos em 1895. Seu primeiro papel importante foi no ano seguinte em The Prisoner of Zenda, interpretando os papéis principais de rei e seu par. Quarenta e um anos depois apareceu na versão cinematográfica mais aclamada do romance, desta vez como o sábio assessor. Quando Douglas Fairbanks, Jr. lhe perguntou se poderia atrapalhar sua imagem como protagonista romântico interpretar ao vilão Rupert de Hentzau, respondeu "jovem, interpretei cada parte de The Prisoner of Zenda, exceto Lady Flavia, e posso assegurar que nunca ninguém atrapalhou sua carreira por interpretar a Rupert de Hentzau". Fez seu debut na Broadway em uma releitura de Pigmalião de George Bernard Shaw como protagonista no papel de Henry Higgins.
Smith apareceu nos primeiros filmes da nascente indústria cinematográfica britânica, atuando em The Bump em 1920, escrita por A. A. Milne para a companhia Minerva Films fundada nesse ano pelo ator Leslie Howard e seu amigo e editor Adrian Brunel. Mais tarde Smith foi a Hollywood onde teve uma grande carreira como ator de caraterísticas interpretando papéis de oficial ou de cavaleiro. Também foi considerado como o líder não oficial da colônia da indústria cinematográfica britânica em Hollywood, que Sheridan Morley caracterizava como o Raj de Hollywood, um grupo seleto de atores britânicos que ajudaram na colonização da capital da indústria do cinema dos anos 1930. Outras estrelas de cinema consideradas "membros" desse seleto grupo eram David Niven (a quem Smith tratava como um filho), Ronald Colman, Leslie Howard (que Smith conhecia desde que trabalharam juntos nas primeiras fitas em Londres) e Patric Knowles.
Ferozmente patriota, Smith se converteu em crítico aberto dos atores britânicos em idade de recrutamento que recusaram regressar ao país no começo da Segunda Guerra Mundial em 1939. Smith gostava de jogar com sua condição de "inglês com residência em Hollywood". Suas sobrancelhas espessas, olhos redondos e brilhantes, bigode em U, altura de 1,95 m o faziam uma das caras mais reconhecíveis de Hollywood. Trabalhou junto a grandes estrelas como as atrizes Greta Garbo, Elizabeth Taylor, Vivien Leigh e com os atores Clark Gable, Laurence Olivier, Ronald Colman, Maurice Chevalier e Gary Cooper. Seus filmes incluem clássicos como The House of Rothschild (1934), onde interpretava o herói britânico Duque de Wellington, The Prisoner of Zenda (1937), The Four Feathers (1939), Dr. Jekyll and Mr. Hyde (1941), e And Then There Were None (1945) onde interpretava o General Mandrake.
O Comandante McBragg da série de televisão Tennessee Tuxedo and His Tales é uma paródia dele. O personagem também aparece no episódio de The Simpsons chamado "The Seemingly Never-Ending Story".
Smith tem uma estrela na Calçada da Fama de Hollywood com o nome de Aubrey Smith. Em 1933 esteve no primeiro conselho do Screen Actors Guild. Foi nomeado Comendador da Ordem do Império Britânico (CBE) em 1938 e Cavaleiro em 1944 por "seus serviços ao teatro".
Smith morreu de pneumonia em Beverly Hills em 1948, aos 85 anos. Seu corpo foi cremado e nove meses depois, de acordo com sua vontade, suas cinzas voltaram à Inglaterra e enterradas na tumba de sua mãe, no cemitério de St. Leonard, em Hove, Sussex Oriental.